# Vojtěch Christov
Vojtech Christov (Varannó, 1945. március 16. –) csehszlovák nemzetközi labdarúgó-játékvezető.

## Pályafutása

### Nemzeti játékvezetés
A játékvezetői vizsgát 1968-ban tette le. A küldési gyakorlat szerint rendszeres partbírói tevékenységet is végzett. 1974-ben lett az I. Liga játékvezetője. A nemzeti játékvezetéstől 1992-ben vonult vissza.

### Nemzetközi játékvezetés
A Csehszlovák labdarúgó-szövetség Játékvezető Bizottsága (JB) terjesztette fel nemzetközi játékvezetőnek, a Nemzetközi Labdarúgó-szövetség (FIFA) 1976-tól tartotta nyilván bírói keretében. A FIFA JB központi nyelvei közül a németet beszéli. Több nemzetek közötti válogatott és klubmérkőzést vezetett, vagy működő társának partbíróként segített. A csehszlovák  nemzetközi játékvezetők rangsorában, a világbajnokság-Európa-bajnokság sorrendjében az 1. helyet foglalja el 14 találkozó szolgálatával. Az UEFA által szervezett labdarúgó kupasorozatokban összesen 41 mérkőzést vezetett, amivel a 40. helyen áll. Az aktív nemzetközi játékvezetést 1992-ben fejezte be. Több mint 50 nemzetek közötti klubmérkőzést vezetett. Válogatott mérkőzéseinek száma: 22.

#### Labdarúgó-világbajnokság
A világbajnoki döntőhöz vezető úton Spanyolországba a XII., az 1982-es labdarúgó-világbajnokságra és Mexikóba a XIII., az 1986-os labdarúgó-világbajnokságra a FIFA JB játékvezetőként alkalmazta. A FIFA JB elvárása szerint, ha nem vezetett, akkor partbíróként tevékenykedett. 
1982-ben három csoportmérkőzésen egyes számú besorolást kapott, játékvezetői sérülés esetén továbbvezethette volna a találkozót. A döntő találkozón Arnaldo Coelho játékvezetőt 2. számú pozícióból segítette. 1986-ban két csoportmérkőzésen (egyiken  egyes számú besorolást kapva) és az egyik negyeddöntőben 2. számú pozícióban szolgált partbíróként. Világbajnokságokon vezetett mérkőzéseinek száma: 2 + 7 (partbíró).

##### 1982-es labdarúgó-világbajnokság

###### Selejtező mérkőzés
| Időpont             | Helyszín                      | Mérkőzés típusa           | Mérkőzés           | Eredmény | Nézők száma |
| ------------------- | ----------------------------- | ------------------------- | ------------------ | -------- | ----------- |
| 1981. május 2.      | Śląski Stadion, Chorzów       | előselejtező (7. csoport) | Lengyelország–NDK  | 1 : 0    | 74 000      |
| 1981. szeptember 9. | Feijenoord Stadion, Rotterdam | előselejtező (2. csoport) | Hollandia–Írország | 2 : 2    | 48 000      |

###### Világbajnoki mérkőzés
| Időpont          | Helyszín                    | Mérkőzés típusa              | Mérkőzés          | Eredmény | Nézők száma |
| ---------------- | --------------------------- | ---------------------------- | ----------------- | -------- | ----------- |
| 1982. június 13. | Camp Nou-stadion, Barcelona | csoportmérkőzés (C. csoport) | Belgium–Argentína | 0 : 1    | 95 000      |

##### 1986-os labdarúgó-világbajnokság

###### Selejtező mérkőzés
| Időpont            | Helyszín                          | Mérkőzés típusa           | Mérkőzés             | Eredmény | Nézők száma |  |
| ------------------ | --------------------------------- | ------------------------- | -------------------- | -------- | ----------- |  |
| 1984. november 14. | Beşiktaş İnönü Stadion, Isztambul | előselejtező (3. csoport) | Törökország–Anglia   | 0 : 8    | 40 000      |  |
| 1985. június 1.    | Vasil Levski Stadion, Szófia      | előselejtező (4. csoport) | Bulgária–Jugoszlávia | 2 : 1    | 75 000      |  |
| 1985. november 20. | Hampden Park, Glasgow             | kontinentális döntő       | Skócia–Ausztrália    | 2 : 0    | 32 000      |  |

###### Világbajnoki mérkőzés
| Időpont         | Helyszín                          | Mérkőzés típusa              | Mérkőzés     | Eredmény | Nézők száma |
| --------------- | --------------------------------- | ---------------------------- | ------------ | -------- | ----------- |
| 1986. június 4. | La Corregidora Stadion, Queretaro | csoportmérkőzés (E. csoport) | NSZK–Uruguay | 1 : 1    | 30 000      |

#### Labdarúgó-Európa-bajnokság
Három európai-labdarúgó torna döntőjéhez vezető úton Olaszországba a VI., az 1980-as labdarúgó-Európa-bajnokságra, Franciaországba a VII., az 1984-es labdarúgó-Európa-bajnokságra valamint a Német Szövetségi Köztársaságba a VIII., az 1988-as labdarúgó-Európa-bajnokságra az UEFA JB játékvezetőként foglalkoztatta. Az 1984-es a 7. labdarúgó-Európa-bajnokság döntőjét, első csehszlovákként vezethette.

##### 1980-as labdarúgó-Európa-bajnokság

###### Selejtező mérkőzés
| Időpont           | Helyszín                      | Mérkőzés típusa           | Mérkőzés        | Eredmény | Nézők száma |
| ----------------- | ----------------------------- | ------------------------- | --------------- | -------- | ----------- |
| 1978. október 25. | Hampden Park Stadion, Glasgow | előselejtező (2. csoport) | Skócia–Norvégia | 3 : 2    | 65 372      |
| 1979. február 25. | Empire Stadion, Gżira         | előselejtező (7. csoport) | Málta–NSZK      | 0 : 0    | 8450        |

##### 1984-es labdarúgó-Európa-bajnokság

###### Selejtező mérkőzés
| Időpont              | Helyszín               | Mérkőzés típusa           | Mérkőzés         | Eredmény | Nézők száma |
| -------------------- | ---------------------- | ------------------------- | ---------------- | -------- | ----------- |
| 1982. október 17.    | Wankdorf Stadion, Bern | előselejtező (1. csoport) | Svájc–Skócia     | 2 : 0    | 26 000      |
| 1983. április 23.    | Atatürk Stadion, İzmir | előselejtező (6. csoport) | Törökország–NSZK | 0 : 3    | 73 000      |
| 1983. szeptember 21. | Ullevaal Stadion, Oslo | előselejtező (4. csoport) | Norvégia–Wales   | 0 : 0    | 17 575      |

###### Európa-bajnoki mérkőzés
| Időpont          | Helyszín                     | Mérkőzés típusa              | Mérkőzés                    | Eredmény | Nézők száma |
| ---------------- | ---------------------------- | ---------------------------- | --------------------------- | -------- | ----------- |
| 1984. június 20. | Princes Park Stadion, Párizs | csoportmérkőzés (B. csoport) | Spanyolország–NSZK          | 1 : 0    | 47 691      |
| 1984-06-27.      | Princes Park Stadion, Párizs | döntő                        | Franciaország–Spanyolország | 2 : 0    | 47 368      |

##### 1988-as labdarúgó-Európa-bajnokság

###### Selejtező mérkőzés
| Időpont              | Helyszín                   | Mérkőzés típusa           | Mérkőzés         | Eredmény | Nézők száma |
| -------------------- | -------------------------- | ------------------------- | ---------------- | -------- | ----------- |
| 1986. szeptember 24. | Råsunda Stadion, Stockholm | előselejtező (2. csoport) | Svédország–Svájc | 2 : 0    | 26 489      |

#### Olimpiai játékok
Az 1980. évi nyári olimpiai játékok labdarúgó tornáján a FIFA JB játékvezetőként alkalmazta.

##### 1980. évi nyári olimpiai játékok
| Időpont          | Helyszín               | Mérkőzés típusa              | Mérkőzés       | Eredmény |
| ---------------- | ---------------------- | ---------------------------- | -------------- | -------- |
| 1980. július 20. | Dinamo Stadion, Minszk | csoportmérkőzés (C. csoport) | Algéria–Szíria | 3 : 0    |

#### Nemzetközi kupamérkőzések
Vezetett kupadöntők száma: 1.

##### Kupagyőztesek Európa-kupája
1980-ban az UEFA JB elismerve szakmai felkészültségét megbízta a döntő találkozó koordinálásával.
| Időpont         | Helyszín                 | Mérkőzés típusa | Mérkőzés               | Eredmény | Nézők száma |
| --------------- | ------------------------ | --------------- | ---------------------- | -------- | ----------- |
| 1980. május 14. | Heysel Stadion, Brüsszel | döntő           | Valencia CF–Arsenal FC | 0 : 0    | 40 000      |

## Szakmai sikerek
- 1994-ben a nemzetközi játékvezetés hírnevének erősítése, hazájában 10 éve a legmagasabb Ligában (osztályban) folyamatosan tevékenykedő, eredményes pályafutása elismeréseként, a FIFA JB felterjesztésére az 1965-ben alapított International Referee Special Award címmel és oklevéllel tüntette ki.
- A IFFHS (International Federation of Football History & Statistics) 1987-2011 évadokról tartott nemzetközi szavazásán 151, játékvezető besorolásával minden idők 83, legjobb bírójának rangsorolta, holtversenyben  Martin Atkinson, Paolo Casarin, Carlos Velasco Carballo, Philip Don, Peter Fröjdfeldt, Nisimura Júicsi társaságában. A 2008-as szavazáshoz képest 25 pozíciót hátrább lépett.

## Magyar kapcsolat
- 1976-ban Budapesten az UEFA XXIX. ifjúsági tornájára érkezett a csehszlovák csapattal. A labdarúgó torna legfiatalabb játékvezetője volt.
- 2001-ben Détári Lajos válogatott labdarúgó Felsőpatonyban (Dunaszerdahely) rendezett búcsúmérkőzésén ő segítette a sportszerű játékot.